# Tierra de Trujillo

Comunidades de villa y tierra de la Extremadura castellana. Trujillo aparece al suroeste, entre el sexmo de Plasencia y la tierra de Medellín.

La Tierra de Trujillo fue una comunidad de villa y tierra de la Corona de Castilla cuya capital estaba en la ciudad de Trujillo, en la actual provincia de Cáceres.
Durante la Edad Media, la tierra de Trujillo incluía las aldeas de Herguijuela, Santa Cruz, Abertura, Navalvillar, Puerto, Búrdalo (Villamesía), Escurial, Acedera, Zorita, Ibahernando, Logrosán, El Campo (Campolugar), Robledillo, La Cumbre, Cañamero, Garciaz, Berzocana, La Zarza (Conquista), Ruanes, Aldea del Pastor (Santa Ana), Alcollarín, Plasenzuela y Madrigalejo.
En 1591, ya en la Edad Moderna, la comunidad de villa y tierra fue una de las unidades territoriales que conformaron el partido de Trujillo.